# Rose bonbon (couleur)
Pour les articles homonymes, voir Rose bonbon.
Rose bonbon est un nom de couleur de fantaisie désignant une nuance de rose clair assez mal définie.
L'expression rose bonbon est attestée en 1894. On note aussi vers la même époque la « couleur bonbon », rose ou couleur « bonbon fondant », sans indication de ce que pourrait en être la nuance. En 1935 le Lyon médical mentionne une « couleur bonbon anglais à la framboise », qu'on peut sans doute considérer comme une indication. Auparavant, chez les frères Goncourt, bonbon est pratiquement synonyme de rose.
Il apparaît fréquemment à certaines époques dans la mode féminine. Hors de ce contexte, il est souvent employé dans un sens péjoratif.

« la horde de tous les spectateurs aveugles (…) se pavanait alors avec délire devant une foule de toiles tristement monochrome, de grand plâtras académique et des nudités roses bonbon-fondant »

— L'Homme Libre, Paris, 23 septembre 1929.
Dans les nuanciers commerciaux, on trouve 603 rose bonbon.